# Stefan Schey
Stefan Schey (* 2. Dezember 1974 in Ludwigsburg) ist ein ehemaliger deutscher Basketballspieler.

## Laufbahn
Schey spielte von 1992 bis 1995 für die BG Ludwigsburg in der Basketball-Bundesliga und kam auch im Europapokal zum Einsatz. 1995 wechselte der 1,90 Meter große Aufbau- und Flügelspieler zum Zweitligisten Paderborn. Für die Ostwestfalen stand er bis 2005 auf dem Feld, während er an der Universität Paderborn ein Studium im Fach Sportwissenschaft absolvierte. Von 2005 bis 2007 spielte Schey noch zwei Jahre für den Regionalligisten TV Salzkotten.
Beruflich wurde er für Sportartikelhersteller tätig.